# Graniczki (Brudzew)
Graniczki – część wsi Brudzew, w Polsce, w województwie wielkopolskim, w powiecie kaliskim, w gminie Blizanów.
W latach 1975–1998 miejscowość administracyjnie należała do województwa kaliskiego.
Miejscowość jest położona przy drodze łączącej Brudzewek z Brudzewem. Około 1 km od wsi znajduje się droga wojewódzka nr 442 oraz rzeka Prosna. Graniczki są najprawdopodobniej najmniejszą miejscowością w Polsce podzieloną pomiędzy dwa powiaty. (zobacz: Graniczki (Brudzewek)). Miejscowość jest zamieszkana przez 14 stałych mieszkańców. W czasach zaborów Graniczki znajdowały się w pobliżu granicy między zaborem pruskim i rosyjskim. Stąd pochodzi nazwa miejscowości.